# Gary Owen
Gary Owen, född 1929 i Upper Tumble, Wales, död 1995 i Brisbane, Australien, walesisk (senare australisk) snookerspelare.

## Karriär
Owen vann de engelska amatörmästerskapen i snooker 1963, en tid då intresset för snooker var mycket lågt. 1968 var det på väg uppåt igen, och Owen blev då professionell, tillsammans med de blivande världsmästarna Ray Reardon och John Spencer. De var då de första nya professionella spelarna sedan 1951.
1969 hölls de första världsmästerskapen i snooker i det som kom att kallas den moderna eran. Owen gick till final, där han förlorade mot John Spencer med 24 frames mot 37. Han spelade ytterligare några VM-turneringar under 1970-talet, men lyckades aldrig upprepa framgången från 1969. Sitt sista VM spelade Owen 1976, och han fick därför aldrig vara med om att spela i The Crucible Theatre, dit VM permanentades från och med 1977.
Efter 1971 års VM, som hölls i Australien, insåg Owen att han trivdes så bra i detta land att han flyttade dit för gott och blev australisk medborgare. Han utmanade under 1970-talet Eddie Charlton flera gånger om den australiska mästartiteln, men lyckades aldrig vinna. Owen är för övrigt troligen den ende spelaren i världen som representerat tre olika länder – Wales, England och Australien – under sin karriär. Han fick nämligen representera England i amatör-VM i Calcutta 1966 (som han för övrigt vann), efter att ha vunnit de engelska amatörmästerskapen samma år.

## Titlar
- Engelska amatörmästerskapen - 1963, 1966
- Världsmästerskapen för amatörer - 1966